# Alleen maar nette mensen (film)
Alleen maar nette mensen is een Nederlandse film uit 2012. Het verhaal is losjes gebaseerd op het gelijknamige boek van Robert Vuijsje en verbeeldt een botsing tussen twee clichématig en karikaturaal beschreven culturen.

## Verhaal
David, een nette joodse jongen uit Amsterdam-zuid, raakt na zeven jaar uitgekeken op zijn blanke vriendin Naomi. Hij begint steeds meer interesse te krijgen in grote zwarte vrouwen, die wel trots zijn op hun dikke billen. Zijn conservatieve ouders vinden Naomi fantastisch, maar David is op zoek naar spanning en 'iets nieuws'. Via via weet hij binnen te komen bij kaboelafeesten en hier leert hij de grote donkere vrouw Rowanda kennen, 24 jaar en moeder van twee kinderen. Hij maakt zo kennis met het leven in de Bijlmer. David denkt dat hij eindelijk gevonden heeft wat hij zocht, maar zijn relatie met Rowanda is moeizaam. Hij laat zich meeslepen in de machocultuur van haar mannelijke familieleden en heeft ondanks zijn belofte toch seks met meerdere andere vrouwen. Zijn ouders keuren Rowanda sterk af en wanneer David de vrienden van zijn vader beledigt door hun visie op Israël te bekritiseren is hij langzamerhand thuis niet meer welkom. De geldkraan van pa gaat dicht. Bij Rowanda hoeft hij ook niet meer aan te kloppen, nadat zij er achter is gekomen dat hij is vreemdgegaan. Ze probeert hem zelfs te castreren met de hulp van haar broertjes en David hervindt zichzelf door te gaan werken in de KFC. De kijker is inmiddels op de hoogte gebracht van de culturele hiërarchie in de Amsterdamse samenleving en ook David heeft zijn lesje geleerd. Hij mag weer thuiskomen met het getemde evenbeeld van Rowanda, Rita, die wel de universitaire opleiding volgt die David de hele film door probeert te ontlopen.

## Rolverdeling
- Géza Weisz - David Samuels
- Imanuelle Grives - Rowanda Pengel
- Annet Malherbe - Judith Samuels, moeder van David
- Jeroen Krabbé - Bram Samuels, vader van David
- Sigrid ten Napel - Naomi, de vriendin van David
- Jaap Postma - Vader van Naomi
- Yardeen Roos - Moeder van Naomi
- Belinda van der Stoep - Rita
- Negativ - Ryan (als Maurits Delschot)
- Urmie Plein - Janine Pengel
- Yamill Jones - Clifton Pengel
- Erik van der Horst - Daan
- Yannick Josefzoon - Reginaldo
- Will Fraser - Delano
- Werner Kolf - Clyde
- Peter Blankenstein - Hoofdredacteur
- Virgillia Snip - Lady Soul
- Poal Cairo - Latino snorder met litteken
- Robert Vuijsje - Snorder bijrijder
- Peer Mascini - Columnist
- Emily Oliveira Pina - Cristina
- Sarah Chronis - Esther

## Trivia
- Op 18 oktober 2012 behaalde de film de Gouden Film, wat betekent dat er meer dan 100.000 betalende bezoekers naar de bioscoop zijn geweest.
- De film verschilt op meerdere punten van het boek. Zo gaat David in het boek naar Amerika om een hoogopgeleide zwarte vrouw te vinden. In de film verlaat David Nederland echter nooit.
- Een soundtrack is Boeke van de Surinaamse groep Aptijt van producer FS Green en de rappers Keizer, Sjaak en RQS.[2]